# 데데킨트 정역
가환대수학에서 데데킨트 정역(Dedekind整域, 영어: Dedekind domain) 또는 데데킨트 환(Dedekind環, 영어: Dedekind ring)은 아이디얼이 소아이디얼들의 곱으로 분해되는 정역이다. 이 때 분해는 추가 조건 없이도 유일하게 결정된다.

## 정의
{\displaystyle R}가 정역이라고 하자. 그렇다면 다음 조건들은 서로 동치이며, 이를 만족시키는 정역을 데데킨트 정역이라고 한다.
- 0이 아닌 모든 진 아이디얼이 소 아이디얼로 유일하게 인수 분해가 가능하다. 즉, 모든 아이디얼 {\displaystyle {\mathfrak {a}}\neq \{0\},R}에 대하여,

{\displaystyle \prod _{{\mathfrak {p}}\in F({\mathfrak {a}})}{\mathfrak {p}}={\mathfrak {a}}}
인 유한 중복집합 {\displaystyle F({\mathfrak {a}})\subseteq \operatorname {Spec} R}가 존재하며, 또한 이러한 중복집합은 유일하다.
- {\displaystyle R}는 뇌터 환이며, 모든 극대 아이디얼에서의 국소화는 주 아이디얼 정역이다.
- {\displaystyle R}는 뇌터 환이며, 모든 극대 아이디얼에서의 국소화는 체이거나 이산 값매김환이다.
- {\displaystyle R}는 뇌터 환이며, 정수적으로 닫힌 정역이며, 크룰 차원이 0 또는 1이다.
- 0이 아닌 모든 분수 아이디얼은 가역원이다.
- 뇌터 환이며, 프뤼퍼 정역이다.
- 크룰 정역이며, 크룰 차원이 0 또는 1이다.
- 유전환이다.

마지막 조건은 대수기하학적으로 비특이 아핀 대수 곡선을 일반화한 것으로 볼 수 있다.

### 프뤼퍼 정역
정역 {\displaystyle R}에 대하여 다음 조건들이 서로 동치이며, 이를 만족시키는 정역을 프뤼퍼 정역(영어: Prüfer domain)이라고 한다.
- {\displaystyle R}의 영 아이디얼이 아닌 모든 유한 생성 아이디얼은 (분수 아이디얼로서) 가역원이다.
- 모든 소 아이디얼 {\displaystyle {\mathfrak {p}}}에 대하여, {\displaystyle R_{\mathfrak {p}}}는 값매김환이다.
- 모든 극대 아이디얼 {\displaystyle {\mathfrak {p}}}에 대하여, {\displaystyle R_{\mathfrak {m}}}은 값매김환이다.
- {\displaystyle R}의 모든 유한 생성 아이디얼은 {\displaystyle R}-사영 가군이다.
- {\displaystyle R}의 모든 유한 생성 아이디얼은 {\displaystyle R}-평탄 가군이다.
- {\displaystyle R}의 평탄 가군의 모든 부분 가군은 평탄 가군이다.
- 반유전환이다.

## 성질
다음과 같은 포함 관계가 성립한다.
가환환 ⊋ 정역 ⊋ 정수적으로 닫힌 정역 ⊋ 크룰 정역 ⊋ 유일 인수 분해 정역 ∪ 데데킨트 정역 ⊋ 유일 인수 분해 정역 ∩ 데데킨트 정역 = 주 아이디얼 정역 ⊋ 유클리드 정역 ⊋ 체
또한, 모든 데데킨트 정역은 뇌터 가환환이다.
{\displaystyle R}가 데데킨트 정역이고, {\displaystyle \operatorname {Frac} (R)}가 그 분수체이며, {\displaystyle L/\operatorname {Frak} (R)}가 그 유한 차원 확대라 하자. 크룰-아키즈키 정리에 따르면, {\displaystyle R}의 {\displaystyle L} 안에서의 정수적 폐포는 데데킨트 정역이다.:45, Proposition 8.1
아이디얼 유군은 데데킨트 정역에서 유일 인수 분해가 실패하는 정도를 측정한다. 데데킨트 정역 {\displaystyle R}의 경우, 다음 조건들이 서로 동치이다.
- {\displaystyle R}는 유일 인수 분해 정역이다.
- {\displaystyle R}는 주 아이디얼 정역이다.
- {\displaystyle R}의 아이디얼 유군이 자명군이다.
- {\displaystyle R}의 유수가 1이다.

데데킨트 정역에서는 분수 아이디얼에 대해서도 유일 인수 분해가 성립한다. 즉, 임의의 분수 아이디얼은 R의 소 아이디얼들과 그 역 아이디얼들의 곱으로 유일하게 표현할 수 있다.

### 데데킨트 정역에서의 아이디얼
데데킨트 정역에서 모든 0이 아닌 아이디얼은 유일한 소인수 분해를 가지므로, 아이디얼의 포함 관계는 아이디얼의 인자 관계와 일치한다. 즉, 임의의 두 아이디얼 {\displaystyle {\mathfrak {a}},{\mathfrak {b}}}에 대하여, 만약 {\displaystyle {\mathfrak {b}}\neq 0}이라면 다음이 성립한다.
{\displaystyle {\mathfrak {a}}\subseteq {\mathfrak {b}}\iff {\mathfrak {b}}\mid {\mathfrak {a}}}
임의의 가환환에서 아이디얼의 인자 관계는 포함 관계를 함의하지만, 그 역은 일반적으로 성립하지 않는다.
특히, 체가 아닌 데데킨트 정역에서, 0이 아닌 모든 소 아이디얼의 개념은 극대 아이디얼의 개념과 일치한다. 이는 소 아이디얼은 인자 관계에 대한 극대 원소인데, 반대로 극대 아이디얼은 포함 관계에 대한 극대 원소이기 때문이다. 이는 크룰 차원이 1이라는 것과 같다. (체에서는 물론 (0)이 소 아이디얼이자 극대 아이디얼이다.)

## 예
- 모든 주 아이디얼 정역은 데데킨트 정역이다.
  - 정수환 {\displaystyle \mathbb {Z} }나, 체 {\displaystyle K}에 대한 1변수 다항식환 {\displaystyle K[x]}는 주 아이디얼 정역이므로 데데킨트 정역이다.
  - 모든 체는 데데킨트 정역이다. 체에서는 0이 아닌 진 아이디얼이 없으므로, 이 경우는 자명한 경우이다.
- 모든 대수적 수체의 대수적 정수환은 데데킨트 정역이다.
  - 예를 들어, 허수 이차 수체의 정수환 {\displaystyle \mathbb {Z} [{\sqrt {-5}}]}은 데데킨트 정역이지만, {\displaystyle 6=2\cdot 3=(1+{\sqrt {-5}})(1-{\sqrt {-5}})}이므로 유일 인수 분해 정역이 아니다.

## 역사
대수적 수체의 대수적 정수환에서는 일반적으로 산술의 기본정리가 성립하지 않는다. 즉, 유일 인수 분해 정역이 아니다. 이 사실은 1844년에 에른스트 쿠머가 특정 원분체에 대하여 발견하였다. 1847년에 에른스트 쿠머는 대신 대수적 정수환의 오늘날 우리가 "아이디얼"이라고 부르는 대상에 대해서는 유일 인수 분해가 성립함을 보였다. 정수환 {\displaystyle \mathbb {Z} }는 주 아이디얼 정역이므로, 자연수 {\displaystyle n}과 이에 대응하는 주 아이디얼 {\displaystyle (n)}의 구분이 없다. 그러나 일반적인 대수적 정수환 {\displaystyle {\mathcal {O}}_{K}}에서는 주 아이디얼이 아닌 아이디얼이 존재하며, 따라서 기존의 수(=주 아이디얼)로 구성되었던 수 체계에 모든 아이디얼들을 추가하면 다시 유일 소인수 분해가 성립한다. 이러한 관점에서 쿠머는 이러한 대상들을 수의 일반화로 간주하였고, 독일어: Idealzahl 이데알찰[*]이라고 이름붙였다. 이는 독일어: ideal 이데알[*](이상적인) + 독일어: Zahl 찰[*](수)의 합성어이다. 오늘날 사용되는 분수 아이디얼의 개념도 이와 같이 아이디얼을 수의 일반화로 간주한 관점에서 유래하였다.
이후 리하르트 데데킨트는 쿠머의 "이데알찰"을 사실 대수적 정수환의 어떤 부분 집합으로 나타낼 수 있다는 것을 보였다. 이는 오늘날의 관점과 같다. 이 때문에 데데킨트는 쿠머의 "이데일찰"을, "찰"(수)을 제거한 독일어: Ideal 이데알[*]로 불렀다.
훗날 대수적 정수환의 개념이 일반적인 추상적 (가환)환으로 일반화되면서, 모든 가환환, 심지어 모든 정역에서도 아이디얼들의 유일 소인수 분해가 성립하지 않을 수 있다는 것이 밝혀졌다. 이에 따라, 쿠머와 데데킨트가 대수적 정수환에서 증명한 바와 같이, 아이디얼의 유일 소인수 분해가 존재하는 정역은 데데킨트 정역이라고 불리게 되었다.